# Amarochara fenyesi
Amarochara fenyesi är en skalbaggsart som beskrevs av Willis Blatchley 1910. Amarochara fenyesi ingår i släktet Amarochara och familjen kortvingar. Inga underarter finns listade i Catalogue of Life.